# Siligo
Siligo - en sard Siligo - és un municipi italià, dins de la província de Sàsser (regió de Meilogu). L'any 2007 tenia 990 habitants. Limita amb els municipis d'Ardara, Banari, Bessude, Bonnanaro, Codrongianos, Florinas, Mores i Ploaghe.

## Evolució demogràfica

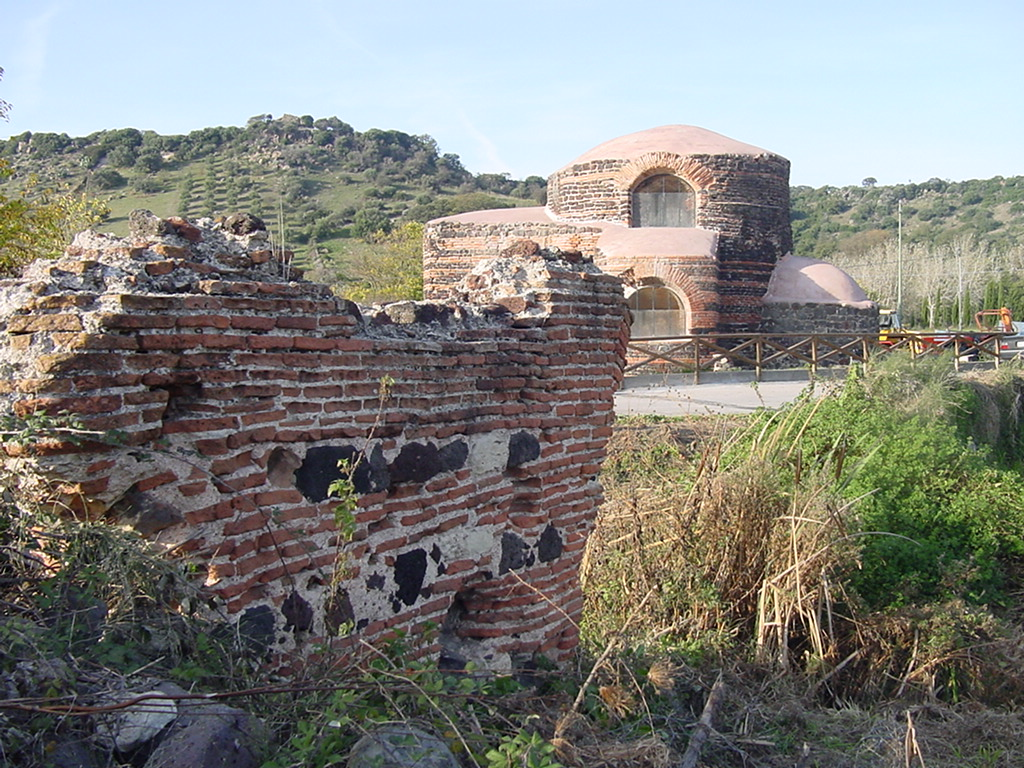
Església de Nostra Senyora de Mesumundu i les restes de l'aqüeducte romà

## Personatges il·lustres
- Gavino Contini, poeta
- Gavino Ledda, filòleg.
- Maria Carta, cantant folk